# Чжан Сюань

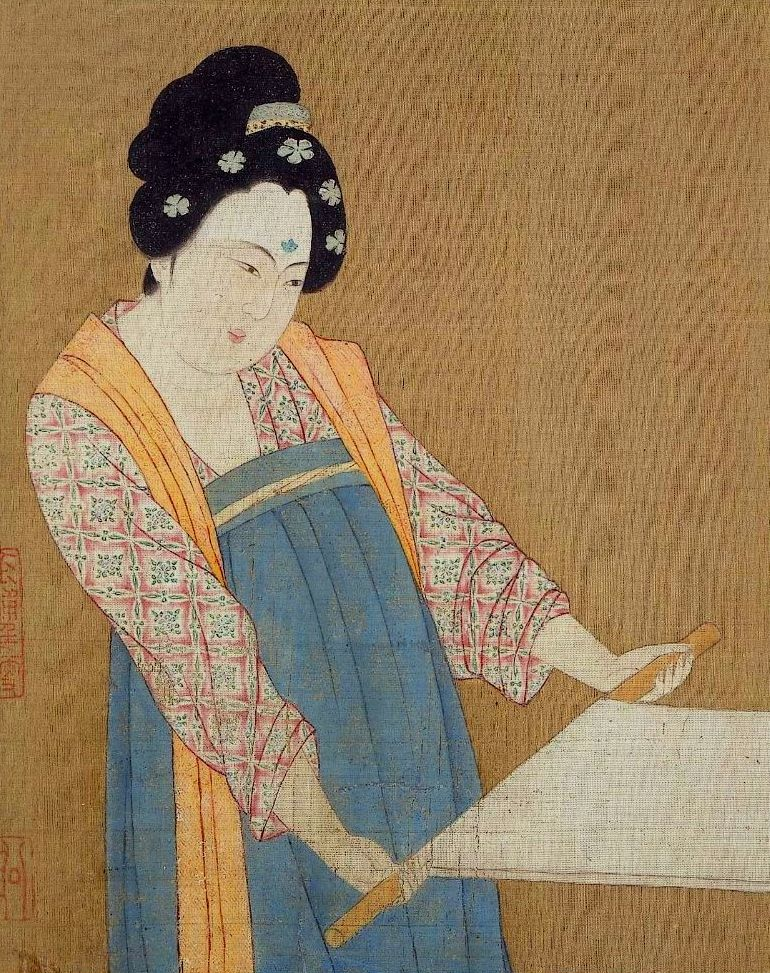
Чжан Сюань. Приготовление шелка. Копия XII в. Деталь. Бостон, МИИ.

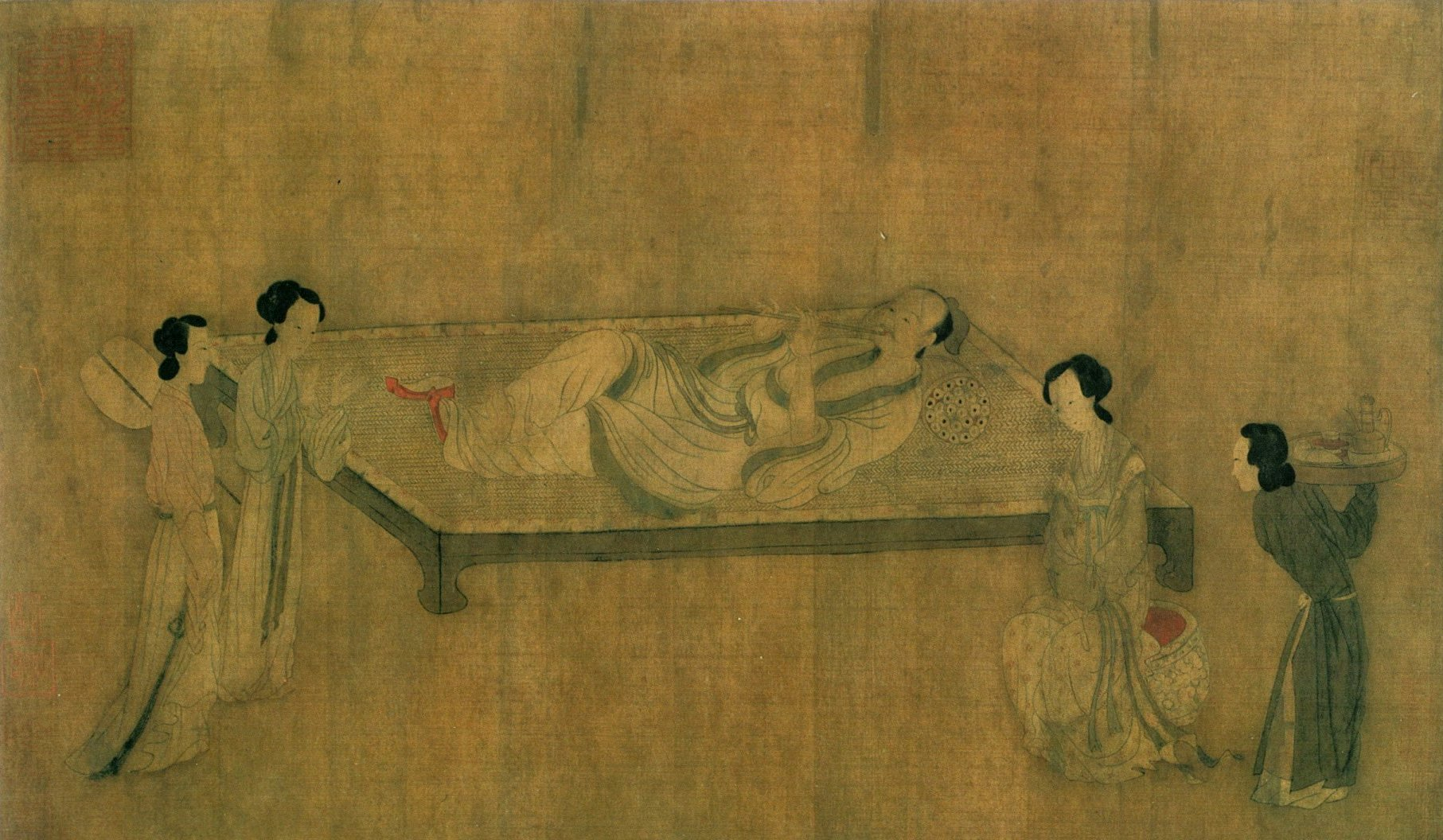
Чжан Сюань. Император Минхуан играет на флейте. Поздняя копия. Дворцовый музей, Тайбэй.

Чжан Сюа́нь (кит. трад. 張萱, упр. 张萱, пиньинь Zhāng Xuān; работал в 714—742 годах) — китайский художник.

## Биография и творчество
Живший в IX веке китайский историк живописи Чжу Цзинсюань сообщает о нём следующее: «Чжан Сюань, уроженец столицы, рисовал юношей из знатных семейств, оседланных лошадей, виды императорских парков, портреты благонравных жен, расписывал ширмы и прославился как лучший мастер своего времени. Он был искусен в набросках и живописании вещей одним ударом кисти. Все предметы на его пейзажах — павильоны, террасы, деревья, цветы и птицы — были выписаны с непревзойденным совершенством. Ещё он нарисовал картины к стихам „Печаль дворца Чанмэнь“, где с большой выдумкой изобразил виды с извивающимися галереями, павильонами и террасами, золочеными колодцами и деревьями утун. Ещё он нарисовал картины „Знатные юноши на ночной прогулке“, „Прошение мастерства в праздник Кануна седьмицы“, „Любование луной“. Все это он сделал с большой тщательностью и намного превзошел всё созданное на эти темы ранее. Его изображения знатных юношей, оседланных лошадей и дворцовых парков считаются первоклассными». Однако в своей трехуровневой оценке художников этот историк поставил Чжан Сюаня не в первую, а лишь во вторую категорию.
Другой историк и теоретик живописи Чжан Яньюань (IX в.) характеризует его лишь одним предложением: «Чжан Сюань любил рисовать женщин и детей». Неизвестно ни происхождение Чжан Сюаня, ни должности, занимаемые им при дворе, ни даты его рождения и смерти. Исходя из этого современные специалисты по живописи эпохи Тан, считают, что художник среди своих современников не пользовался большой известностью. Однако имя Чжан Сюаня постоянно присутствовало в позднейших дискуссиях о танской живописи, главным образом, благодаря существованию двух знаменитых копий его работ, которые приписывают выдающемуся художнику-императору династии Сун — Хуэйцзуну (1101—1126). Это «Приготовление шёлка» (Бостон, Музей изящных искусств) и «Весенняя прогулка госпожи Хуго» (Музей провинции Ляонин, Шэньян). Двойное авторство этих свитков, естественно, ставит вопрос о степени, в которой они передают живопись самого Чжан Сюаня. Специалисты считают, что в композиции они, скорее всего, следуют оригиналу, но сама живопись — применение густых красок, плоские образы, и подчеркнутое внимание к деталям и орнаментам отражает вкусы, характерные для Академии живописи Хуэйцзуна.

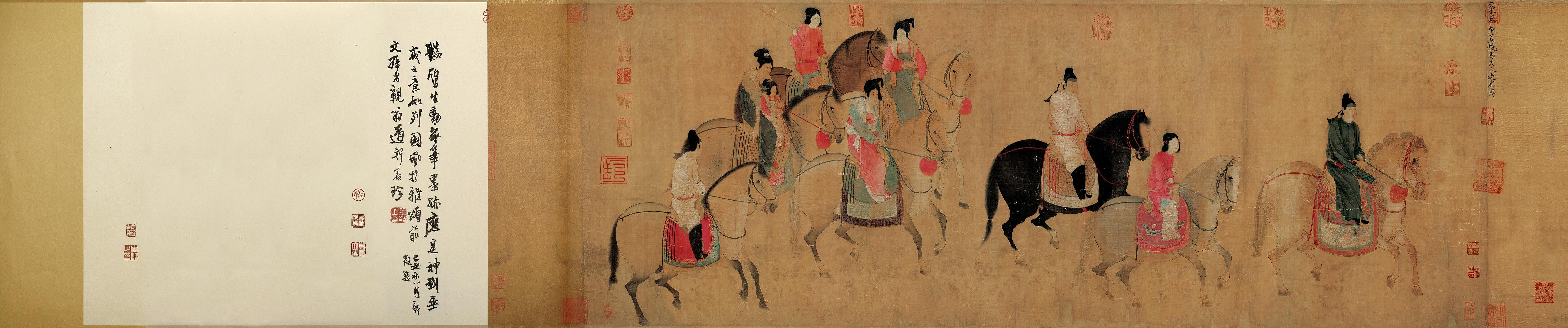
Чжан Сюань. Весенняя прогулка Хуго. Копия XII в. Музей провинции Ляонин, Шэньян

На свитке «Весенняя прогулка госпожи Хуго» изображён конный выезд младшей сестры главной танской «роковой женщины» Ян Гуйфэй, которая была не менее известна своей красотой и легкомыслием, чем её старшая сестра. Это произведение сегодня существует, по меньшей мере, в двух копиях. Вторая приписывается известному сунскому художнику Ли Гунлиню. В целом, это довольно банальная сцена кавалькады, которые в китайской живописи встречаются достаточно часто. Она следует старым традициям изображений всадников и колесниц, известным с ханьских времен.
Гораздо более интересен свиток «Приготовление шёлка». На нём изображен иной аспект жизни императорского гарема — церемония приготовления шёлка. Появление традиции изображения этого ритуала учёные относят к VI—V векам до н. э. Подобные сцены изображены на древних бронзовых сосудах и каменных рельефах. Они дают возможность понять гораздо более неоднозначную роль придворных дам (императорских наложниц) в жизни китайского государства, чем принято думать. Шелкоткачество с древних времен считалось особым ритуалом; придворные дамы были ответственны за проведение ежегодной церемонии сбора тутовых листьев и изготовления шёлка.
Свиток «Приготовление шёлка» явно перекликается с «Наставлениями старшей придворной дамы» Гу Кайчжи. На нём изображено трёхчастное действо. В первой сцене четыре наложницы с пестами в руках взбивают шёлк, уложенный в корыто. Во второй сцене одна наложница шьёт, другая прядёт. В третьей — женщины растягивают шёлк. Оживляет сцену играющая маленькая девочка. Все женщины изображены в соответствии с модой, бытовавшей в эпоху Тан, дородными и круглолицыми.

Чжан Сюань. Приготовление шёлка. Копия, выполненная императором Хуэйцзуном в нач. XII в. Бостон, МИИ.

Кроме двух самых известных свитков Чжан Сюаню приписывают ещё несколько копий старинных произведений, выполненных в более позднее время. Его творчество имело продолжение в работах его современника, танского художника Чжоу Фана.

## Список произведений Чжан Сюаня
(по кн. James Cahill «An index of early Chinese painters and paintings: Tang, Sung, and Yüan» University of California Press. 1980, p. 4)
- Вечеринка Хуго в весеннем саду. Частное собрание. Поздняя работа. Возможно, свободная вариация на тему картины с таким же названием, которая упоминается в сунском каталоге Сюаньхэ Хуапу.
- Император Минхуан играет на флейте. Дворцовый музей, Тайбэй. Приписывается. Альбомный лист. Поздняя копия старинной композиции.
- Весенняя прогулка Хуго. Музей провинции Ляонин, Шэньян. Копия, выполненная, вероятно императором Хуэйцзуном. Одна версия этого сюжета, выполненная Ли Гунлинем, хранится в Дворцовом музее, Тайбэй, другая в библиотеке Арсенала, Париж.
- Император Минхуан наслаждается прохладным бризом. Свиток, краски по шёлку. Приписывается. Коллекция Чжэн Цзи, Токио.
- Дамы приготавливающие шёлк. Бостон, Музей изящных искусств. Свиток, краски по шёлку. Согласно надписи, сделанной императором Чжанцзуном, это копия, выполненная сунским императором Хуэйцзуном по картине Чжан Сюаня. Колофоны Чжан Шэня (ок. 1350—1400), Гао Шицзи (1645—1704) и других.
- Танская императрица и её свита возвращаются из путешествия. Ранее хранился в коллекции Фрэнка Каро, Нью-Йорк. Свиток, краски по шёлку. Возможно, это только часть большого свитка, состоявшего из пяти сцен с «Путешествиями танских императриц», который упоминается в сунском каталоге Сюаньхэ Хуапу.
- Две дамы пишут сидя на кушетке; служанка приготавливает тушь. Коллекция Си Си Вана, Нью-Йорк. Альбомный лист. Приписывается. Стоят печати Цяньлуна и Цзяцина.